# Stockholms fruntimmersförening för barnavård
Stockholms fruntimmersförening för barnavård, först Skyddsmödraföreningen, var en svensk välgörenhetsförening, grundad 1853. Föreningens syfte var att ta hand om de barn som blivit föräldralösa efter Koleraepidemin i Stockholm 1853.

## Historia
Föreningen grundades i Stockholm 9 oktober 1853, med Fredrika Bremer som ordförande och Fredrika Svedbom som sekreterare; även Lotten Wennberg tillhörde de ledande medlemmarna. Föreningen hade endast kvinnliga medlemmar. 
Föreningen har ibland kallats Sveriges första kvinnoförening, även om Välgörande fruntimmerssällskapet grundades redan 1819. Den styrdes av en centralkommitté av åtta kvinnor – två från var och en av Stockholms åtta territorialförsamlingar. Dessa var Fredrika Bremer, Laura Gagge, Elsa Bollin, Carolina Bredenberg, Fredrika Svedbom, Aurora Kullberg, Jeanette Nordlund, Betty Elde, Carolina Ericsson, Wilhelmina Hjerta, Mathilda Lindström, Charlotta Hellström, Ebba Almroth, Maria Cederschiöld, Fredrika Ekdahl och Hilda Starck.
Syftet med föreningen var att ta hand om de barn som blivit föräldralösa genom koleran i Stockholm 1853, för att förhindra att konsekvensen av 1834 års koleraepidemi, då många av de föräldralösa enligt föreningen blev kriminella, upprepades. Förutom detta ägnade den sig även åt övriga barn i Stockholm i behov av omhändertagande.
Barnen placerades i största mån hos fosterfamiljer snarare än i barnhem. Även då de placerades i barnhem, fick de ett kvinnligt ombud med uppgiften att regelbundet kontrollera dess verksamhet.
År 1862 mottog fortfarande en minoritet av barnen understöd från föreningen, medan de flesta hade fått möjlighet att försörja sig själva. Eftersom inget av barnen hade begått brottsliga handlingar, betecknades föreningens arbete som en framgång.
Föreningens verksamhet uppfattades som kontroversiell av samtiden. Det var inte på grund av syftet utan för att det gjorde kvinnor verksamma utanför hemmet, vilket sades distrahera kvinnor från sina egna hems angelägenheter.